# ランチア・カヤック
ランチア・カヤック (Lancia Kayak) は、ベルトーネによって製造されたコンセプトカーである。

## 概要
カヤックは1995年のジュネーブモーターショーで発表された。カッパをベースに、アウレリアなどの戦後のランチアのクーペモデルを現代に再解釈したエクステリアデザインになっている。
発表の翌1996年には2.5L 5気筒ターボエンジンを搭載した走行可能なカヤックが製造され、市販化するのではという話も出たが、量産には至らなかった。

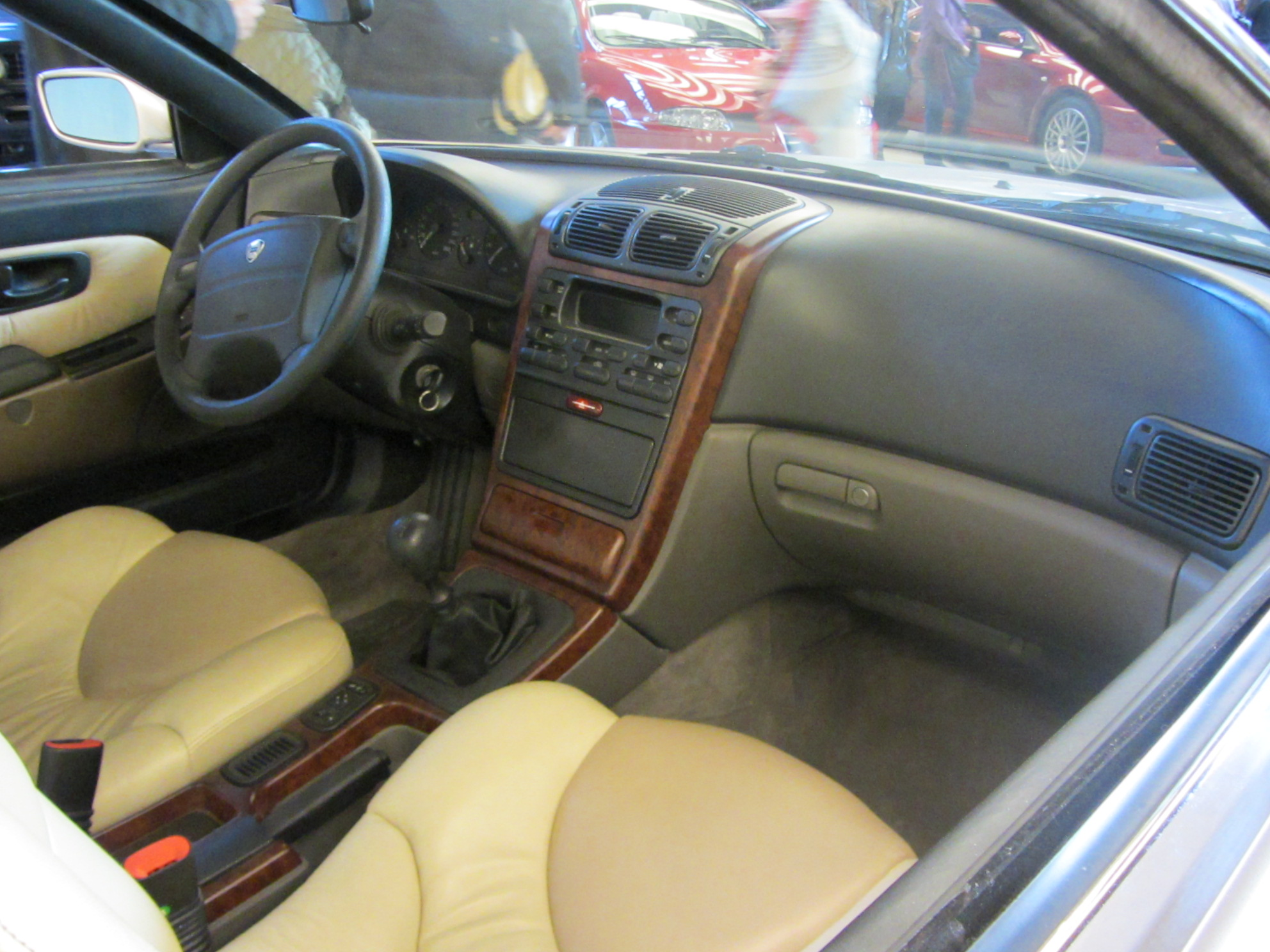
車内